# Dumitru S. Cornovan
Dumitru Simionovici Cornovan (în rusă Дмитрий С. Корнован) (n. 16 octombrie 1928, satul Saharna, raionul Rezina) este un fost activist de partid și om de stat din RSS Moldovenească.

## Biografie
Dumitru S. Cornovan s-a născut la data de 16 octombrie 1928, în satul Saharna din raionul Rezina, fiind de etnie român basarabean. A absolvit cursurile Institutului Agricol "M.V. Frunze" din Chișinău (1952) și Școala superioară de partid de pe lângă CC al PCUS (1959).
Lucrează ca activist de partid, îndeplinind funcția de secretar al CC al ULCTM (1953-1957), apoi posturi de răspundere în CC al PCM (1959-1960). În anul 1961, este numit în funcția de prim-secretar al Comitetului raional Bender al PCM. La Congresul al 10-lea al PCM, din septembrie 1961, Dumitru Cornovan a devenit primul etnic basarabean ales în componența biroului Comitetului Central al PCM, fiind ales și ca secretar cu activitatea de propagandă al CC al PCM. A îndeplinit aceste funcții în perioada 1961-1971. El a fost reales ca membru al CC al PCM la congresele XI-XIII. De asemenea, a fost și deputat în Sovietul Suprem al RSSM în legislaturile 6 și 7.
În anul 1971 devine reprezentant permanent al Sovietului de Miniștri al RSSM pe lângă Sovietul de Miniștri al URSS, îndeplinind această funcție până în anul 1990. În conformitate cu legile din URSS, Reprezentanța avea următoarele sarcini principale: promovarea în Consiliul de Miniștri al URSS, în alte organe de stat unionale, unional-republicane ale URSS, a intereselor Guvernului RSS Moldovenești; reprezentarea intereselor RSS Moldovenești în problemele ce se refereau la competența ministerelor de a oferi explicații în organele legislative ale Uniunii RSS; informarea sistematică a Guvernului RSS
Moldovenești asupra activității organelor de stat centrale în domeniile economiei și culturii URSS în sfera relațiilor directe cu RSS Moldovenească; informarea Guvernul URSS, la cererea acestuia, despre promovarea pe teritoriul RSSM a actelor legislative și guvernamentale ale URSS și măsurilor întreprinse de către Guvernul RSS Moldovenești în vederea transpunerii în viață a acestora în domeniile economiei și culturii ale RSSM  În linii mari, Reprezentanța exercita de fapt funcții specifice unei ambasade, având însă atribuții extrem de limitate.
În cartea sa de memorii, intitulată Fața nevăzută a puterii, fostul lider sovietic Grigore Eremei menționa că, spre deosebire de ceilalți șefi ai Reprezentanței de la Moscova pe care i-a cunoscut personal, Dumitru Cornovan a apărat interesele
Moldovei cu mai multă pasiune, dând dovadă de multă responsabilitate, punctualitate, patriotism; el frecventând absolut toate ședințele Consiliului de Miniștri al URSS [79]. El a contribuit la apărarea destinului mai multor personalități din domeniul culturii moldovenești care, părăsind din diferite motive Moldova, încercau să se statornicească la Moscova, cum ar fi tânărul dramaturg Ion Druță, pentru care a intervenit scurtând drumul montării piesei sale „Semănătorii de zăpadă” la Teatrul “Maiakovski”, unul dintre cele mai prestigioase colective teatrale din Moscova, după cum își amintește fostul ministru al culturii, Leonid Culiuc.
Ca o recunoaștere a meritelor sale la edificarea statului sovietic moldovenesc, a fost decorat cu două ordine Drapelul Roșu de Muncă și ordinul "Insigna de Onoare".